# Křížová cesta (Klatovy)
Křížová cesta v Klatovech se nachází v severní části města na Křesťanském vrchu, kam vede z ulice Pod Nemocnicí.

## Historie
Křížová cesta byla vysvěcena dne 1. října 1882. Tvoří ji kamenné výklenkové kapličky se stříškou a křížem na vrcholu. Stojí po levé straně cesty k bývalé kapli Umučení Páně, zbořené kolem roku 1984. Při obnově cesty roku 1990 byly do výklenků zastavení umístěny nové obrazy od akademické malířky Bedřišky Znojemské.

### Poutní místo
Původně byla na Křesťanském vrchu postavena Mešní kaple, která byla zrušena Josefem II. Na jejím místě byla roku 1859 postavena nová kaple Umučení Páně. Kaple byla upravena a znovu vysvěcena 18. července 1880 biskupem Janem Valeriánem Jirsíkem. Zbořena byla kolem roku 1984.